# Поддубники
Поддубники (бел. Паддубнікі) — деревня в Браславском районе Витебской области Беларуси. Входит в состав Тетерковского сельсовета.

## География
Деревня находится в западной части Витебской области, к югу от озера Иново, на расстоянии приблизительно 12 километров (по прямой) к юго-востоку от города Браслав, административного центра района. Абсолютная высота — 160 метров над уровнем моря. Площадь населённого пункта — 0,0538 км².

## История
По состоянию на 1905 год, в фольварке проживало 9 человек (3 мужчины и 6 женщин). В административном отношении входил в состав Иодской волости Дисненского уезда Виленской губернии.
В 1921 году фольварк входил в состав гмины Йоды Дисенского повета Виленского воеводства Второй Польской республики. Числилось 8 жителей (3 мужчины и 5 женщин), проживавших в 1 доме. В этническом составе населения того периода поляки составляли 87,5 %, белорусы — 12,5 %. В конфессиональном составе населения преобладали католики (87,5 %), также были представлены православные христиане (12,5 %).

## Население
По данным переписи 2019 года, в Поддубниках проживал 1 человек.
| Год  | Население, человек |
| ---- | ------------------ |
| 1905 | 9                  |
| 1921 | ↘ 8                |
| 2009 | ↘ 2                |
| 2019 | ↘ 1                |